# جان ماري ريتشارد
جان ماري ريتشارد هو سياسي كندي، ولد في 15 يناير 1879 في كونتركور في كندا، وتوفي بنفس المكان في 17 نوفمبر 1955. حزبياً، نشط في حزب كيبيك الليبرالي. وقد انتخب عضو الجمعية الوطنية في كيبك ‏.